# Унтальянка
Унтальянка (біл. вёска Унтальянка) — село в складі Борисовського району Мінської області, Білорусь. Село належало Метченській сільській раді, розташоване в східній частині області.